# 60 d'Aquari
60 d'Aquari (60 Aquarii) és una estrella de la Constel·lació d'Aquari. Té una magnitud aparent de 5,88. Es tracta d'una estrella gegant groga; posseeix una magnitud absoluta de 0,22 i la seva velocitat radial negativa indica que l'estrella s'acosta al sistema solar. 60 d'Aquari és un sistema múltiple format per 3 components. La componente principal A és una estrella de magnitud 5,89. La component B és de magnitud 10,3, separada per 98,1 segons d'arc de A i amb un angle de posició de 298 graus. La componente C està separada per 125,6 segons d'arc de A i amb un angle de posició de 275 graus.

## Observació
Es tracta d'una estrella situada a l'hemisferi celeste austral, molt a prop de l'equador celeste; el que comporta que pugui ser observada des de totes les regions habitades de la Terra, exceptuant el cercle polar àrtic. A l'hemisferi sud sembla circumpolar només en les àrees més internes de l'Antàrtida, sent de magnitud 5,9 es troba al límit de l'observació a ull nu. El millor període per a la seva observació és entre els mesos d'agost i desembre. El període de visibilitat és pràcticament el mateix en els dos hemisferis degut a la seva posició propera a l'equador celeste.
| NOM                         | Ascensió recta | Declinació  | Magnitud aparent (V) | Tipus espectral | Dades  |
| --------------------------- | -------------- | ----------- | -------------------- | --------------- | ------ |
| 60 d'Aquari B (BD-02 5781B) | 22h 33m 56.8s  | -01° 33' 38 | 10.3                 |                 | Simbad |
| 60 d'Aquari C (BD-02 5781C) | 22h 34m 00.9s  | -01° 34' 21 |                      |                 | Simbad |